# Willy Spühler
Willy Spühler (31 de janeiro de 1902 - Zurique, 31 de maio de 1990) foi um político da Suíça.
Foi eleito para o Conselho Federal suíço em 17 de dezembro de 1959 e terminou o mandato a 31 de janeiro de 1970.
Willy Spühler foi Presidente da Confederação suíça em 1963 e 1968.
Está sepultado no Cemitério Enzenbühl, Zurique.